# Manna-dora
Manna-dora är ett dravidiskt språk som talas i Indien.